# Tand
Tand ist eine altertümliche Bezeichnung für eine hübsche, nutzlose Sache, welche keinen Wert hat. Der sogenannte „Nürnberger Tand“ war das erste industriell hergestellte Kinderspielzeug. Mehr oder weniger synonyme Begriffe sind etwa Nippes, Firlefanz oder Trödel.

## Wortherkunft
Das mittelhochdeutsche Substantiv tant bedeutet „Geschwätz, Unsinn“. Tändeln ist als von mhd. tenten („Unfug treiben“) abgeleiteter Frequentativ seit dem 17. Jahrhundert belegt mit der Bedeutung „schäkern“, „scherzen“ oder „flirten“.
Tandler, Tändler, Tendler und auch Dentler (mhd. tendeler) sind bis ins 19. Jahrhundert belegte Berufsnamen im bairisch-österreichischen Raum für angesessene Klein- und Kurzwarenhändler sowie auch umherziehende Hausierer oder Wanderhändler. In anderen deutschsprachigen Regionen bezeichnete man diese Berufsgruppe als „Trödler“. Der Begriff wurde umgangssprachlich und meist abwertend verwendet, fand aber auch Aufnahme in offizielle Dokumente, die dieses Gewerbe reglementierten.
Eine andere Begriffsherkunft für Tant wird vom lateinischen tantum („so viel“) abgeleitet und bezog sich ursprünglich auf Rechenpfennige, die jeweils so viel wert waren wie die Linie, auf der sie lagen.

## Erwähnung in der Literatur
- In Shakespeares Tragödie Macbeth sagt der Titelheld (II, 3): All is but toys, oft mit „Alles ist nur Tand“ übersetzt.
- Der Fluch der drei Hexen in Fontanes Ballade Die Brück’ am Tay lautet: „Tand, Tand ist das Gebilde von Menschenhand!“
- In Goethes Faust: „Der Trödel, der mit tausendfachem Tand, In dieser Mottenwelt mich dränget?“ (Kapitel 4, Vers 657)[3]
- In Hesses Siddhartha denkt der Titelheld „die Habgier, auch das Eigentum, der Besitz und Reichtum . . . war ihm kein Spiel und Tand mehr“ (Kapitel Sansara, 142).
- In Wagners Oper Siegfried (Akt I) sagt Siegfried zum Nibelungen Mime: „Hei! Was ist das für müß’ger Tand!“, als er das von Mime geschmiedete Schwert in der Hand hält und betrachtet.
- Jenny Erpenbecks Erzählband Tand – mit der Titelgeschichte „Tand“ – von 2001.
- In Oskar Loerkes Gedicht „Blauer Abend in Berlin“ heißt es: „Wie eines Wassers Bodensatz und Tand …“